# Ed Gein
Edward (Ed) Theodore Gein (La Crosse (Wisconsin), 27 augustus 1906 – Madison (Wisconsin), 26 juli 1984) was een Amerikaanse seriemoordenaar en grafschender. Gein werd veroordeeld voor de moord op Bernice Worden (1957). Ook heeft Gein de moord op Mary Hogen (1954) opgebiecht maar door financiële redenen is er geen tweede rechtszaak aangespannen. Hoewel nooit bewezen, wordt gedacht dat hij nog zeven andere moorden heeft gepleegd. Op zijn daden is een aantal horrorverhalen en -films gebaseerd, zoals Psycho, The Silence of the Lambs en The Texas Chain Saw Massacre.

## Biografie

### Gein en zijn moeder
Gein groeide op in een gezin van vier: een agressieve en alcoholistische vader (George) die regelmatig werkloos was, een zeer dominante en religieuze moeder (Augusta), en zijn broer, Henry. Henry overleed al op jonge leeftijd en het is nooit duidelijk geworden of Ed verantwoordelijk was voor zijn dood. Henry kwam volgens de politie om in een vuurzee op het landgoed van de familie (op de hoek van Archer Ave en 2nd Ave, Plainfield). Hoewel Ed de politie vertelde niets te weten van de hele gebeurtenis, leidde hij de politie toch direct naar het lichaam van Henry.
Tijdens zijn jeugd had zijn moeder grote invloed op Gein. Ze was zeer religieus en ze las elke dag voor uit het Oude Testament (over dood, moord en straf van God voor het slechte wat een mens doet). Zijn vader en broer kwamen te overlijden, zodat Gein, toen in 1945 ook zijn moeder overleed, er alleen voor stond. Omdat Gein door zijn moeder, met wie hij een haat-liefdeverhouding had, afhankelijk was gemaakt, huilde hij als een kind op haar begrafenis. Na zijn moeders begrafenis timmerde hij de ramen en deuren van de bovenverdieping, woonkamer en zijn moeders slaapkamer dicht. Hij leefde in de andere slaapkamer, de keuken en de grote schuur.

### Krankzinnigheid
Op school was Gein een buitenbeentje. Hij had een gemiddeld IQ, maar mocht van zijn moeder niet met klasgenootjes omgaan. Wanneer hij dit wel probeerde schold zijn moeder hem uit en kleineerde hem. Hij werd tijdens zijn jeugd veel gepest. Hierdoor was Gein sociaal-emotioneel niet goed ontwikkeld. De agressie van zijn moeder kwam hier ook nog eens bij. Op latere leeftijd bracht de eenzaamheid Gein tot waanzin. Hij wilde zijn moeder graag uit de dood terughalen en begon studies te doen over anatomie. Ook las hij boeken over experimenten in concentratiekampen in de Tweede Wereldoorlog. Toen las hij in de krant dat er die dag een vrouw begraven was. Hij vroeg zijn vriend Gus om samen met hem het lijk op te graven en te gebruiken voor "medische experimenten". De volgende tien jaar deed hij hetzelfde. Iedere dag keek hij in de krant voor overleden vrouwen om ze dan die nacht op te graven. Hij gebruikte de huid en botten voor allerlei voorwerpen en de spieren en organen bewaarde hij in de koelkast om later op te eten.
Gein had nog geen enkele seksuele ervaring en verwarde zijn gevoelens voor het vrouwelijke met de wens zelf vrouw te worden. Hij dacht erover zichzelf te castreren, maar besloot ten slotte dat een pak van vrouwenhuid met borsten en een vagina hem voldoende vrouwelijk maakte. Om aan zijn groeiende behoefte naar vrouwelijke lichamen te voldoen, begon hij 'verse' graven leeg te halen om zich te tooien met kledingstukken gemaakt van huid van de opgegraven vrouwelijke lijken. 
Gein raakte steeds bekwamer in het bewerken van de huid, en maakte onder andere een riem van vrouwentepels en trommels bekleed met vrouwenhuid, terwijl hij schedels als versiering en als drinkbekers gebruikte.

### Moorden
Op 10 december 1954 pleegde Gein zijn eerste moord. Het slachtoffer was de 54-jarige Mary Hogan. Kort na de moord op zijn tweede slachtoffer (Bernice Worden, vermoord op 16 november 1957) kwam de sheriff hem op het spoor. Geins huis werd doorzocht, waarbij de lichamen en voorwerpen gevonden werden. Gein hield vol dat hij zichzelf en zijn huis slechts 'versierde', en niet aan necrofilie of kannibalisme deed. Wel bekende hij de dubbele moord. Er werden vele voorwerpen gevonden waaronder: een vrouwelijk lichaam dat ondersteboven hing (het hoofd, de anus en de vagina waren weggehaald en er was een scheur in de borst vanaf de vagina tot aan de nek), twee scheenbenen, vier menselijke neuzen, een trommel van vrouwenhuid, kommen gemaakt van schedels, negen maskers van echte mensenhuid, tien vrouwenhoofden waarvan de bovenkanten afgezaagd waren, een schoenendoos met negen gelooide vagina's waaronder die van zijn moeder, een hangend mensenhoofd, twee gekrompen hoofden, twee schedels op zijn bed, twee lippen hangend aan een touw en het hart van een van zijn slachtoffers. De politie verdacht hem van nog meer moorden, aangezien de negen gelooide vagina's niet aan begraven lijken gekoppeld konden worden, maar kon verder niets bewijzen. 
Gein werd ontoerekeningsvatbaar bevonden en bracht zijn verdere leven door in TBS-klinieken. Op 26 juli 1984 stierf hij in het Waupan State Hospital.

## In de media

### Boeken
- Historicus Harold Schechter bracht in 1998 Deviant: The Shocking True Story of Ed Gein, the Original Psycho uit. Hierin probeert de auteur het verloop van Geins moorddadige periode zo waarheidsgetrouw mogelijk uiteen te zetten.
- De Amerikaanse horrorauteur Kristopher Rufty publiceerde in 2016 zijn roman The Vampire of Plainfield waarin Ed Gein de hoofdrol speelt en het moet opnemen tegen een vampier die hij tijdens zijn grafroven per ongeluk bevrijdde.

### Muziek
- Ed Gein is een mathcore-band uit New York. De naam is van de moordenaar overgenomen.
- Het nummer Dead Skin Mask van de Amerikaanse metalband Slayer (op het album Seasons in the Abyss, 1990) gaat over Gein.
- Mudvayne heeft een nummer over Gein gemaakt getiteld Nothing to Gein, terug te vinden op het album L.D. 50.
- De Amerikaanse gitarist John 5 (ex-Marilyn Manson) heeft een nummer getiteld Gein With Envy op het album Songs For Sanity (2005). Ook de voormalig bassist van Marilyn Manson ontleende zijn naam Gidget Gein aan Gein.
- De Amerikaanse band Blind Melon maakte het nummer Skinned over Gein. Skinned staat op het album Soup uit 1995.
- Deathmetalband Macabre heeft een aantal nummers over Gein gemaakt.
- De Amerikaanse band Killdozer schreef het nummer Ed Gein, terug te vinden op het album Intellectuals Are The Shoeshine Boys Of the Ruling Elite.

### Televisie
- In het televisieprogramma 'Most Evil' wordt er stil gestaan bij de daden van Gein. Forensisch onderzoeker Micheal Stone onderzoekt hoe kwaadaardig moordenaars zijn en plaatst deze op zijn gecreëerde 'schaal van het kwaad'. Gein komt twee keer ter sprake in seizoen 1 en wordt hier onder andere bestempeld als psychotische moordenaar.
- In de aflevering 'One Last Score' van de Amerikaanse serie NCIS wordt aandacht besteed aan de daden van Ed Gein. Er wordt gememoreerd aan het verhaal dat Gein zijn buren graag gerookt hert voorschotelde. Echter, later beweerde hij dat dit aanvankelijk mensen waren.
- In aflevering 4 van het vierde seizoen van de Britse misdaadserie Whitechapel wordt een zaak onderzocht die veel gelijkenissen vertoont met de moorden van Ed Gein. Zo loopt de moordenaar rond met een gezichtsmasker gemaakt van mensenhuid.
- In aflevering 5 van het achtste seizoen van de Amerikaanse serie Bones, genaamd 'The Method in the Madness' wordt gerefereerd naar Ed Gein.
- In 2022 vertolkte Shane Kerwin hem in de Netflix-serie Dahmer – Monster: The Jeffrey Dahmer Story, dat dient als eerste serie in de Monster-reeks.

### Film
- In de film American Psycho (2000) hebben drie personages een gesprek over Ed Gein:

Patrick Bateman: Do you know what Ed Gein said about women?
David Van Patten: The maitre 'd at Canal Bar?
Bateman: No, serial killer, Wisconsin, the '50s.
Craig McDermott: So what did he say?
Bateman: When I see a pretty girl walking down the street, I think two things. One part wants me to take her out, talk to her, be real nice and sweet and treat her right.
Van Patten: And what did the other part think?
Bateman: What her head would look like on a stick ...
In werkelijkheid is dit nooit gezegd door Gein, maar door seriemoordenaar Ed Kemper.
- Gein diende als inspiratie voor talloze fictieve seriemoordenaars, met name Norman Bates (Psycho), Leatherface (The Texas Chain Saw Massacre), Buffalo Bill (The Silence of the Lambs) en het personage Dr. Oliver Thredson uit de tv-serie American Horror Story: Asylum.
- Het verhaal van Gein werd losjes aangepast in talloze films, waaronder Deranged (1974), In the Light of the Moon (2000) (uitgebracht in de Verenigde Staten en Australië als Ed Gein (2001)), Ed Gein: The Butcher of Plainfield (2007), en de Rob Zombie-films House of 1000 Corpses en het vervolg, The Devil's Rejects.